# Haveke
El haveke és una llengua austronèsica, un dels dialectes de la regió de Voh-Koné de Nova Caledònia, al municipi de Voh. Alguns autors tracten les llengües de Voh-Koné, com el bwatoo i el haveke com a dialectes de la mateixa llengua.